# Кузнецов, Александр Григорьевич (меценат)
Александр Григорьевич Кузнецов (11 [23] декабря 1856 — 22 июля [3 августа] 1895, усадьба Осташёво, Московская губерния, Российская империя) — русский купец, предприниматель и меценат; владелец крупнейшей в Российской империи чаеторговой фирмы — Торгово-промышленного товарищества «Алексея Губкина преемник А. Кузнецов и Ко». Почётный гражданин Кунгура (1885).

## Биография

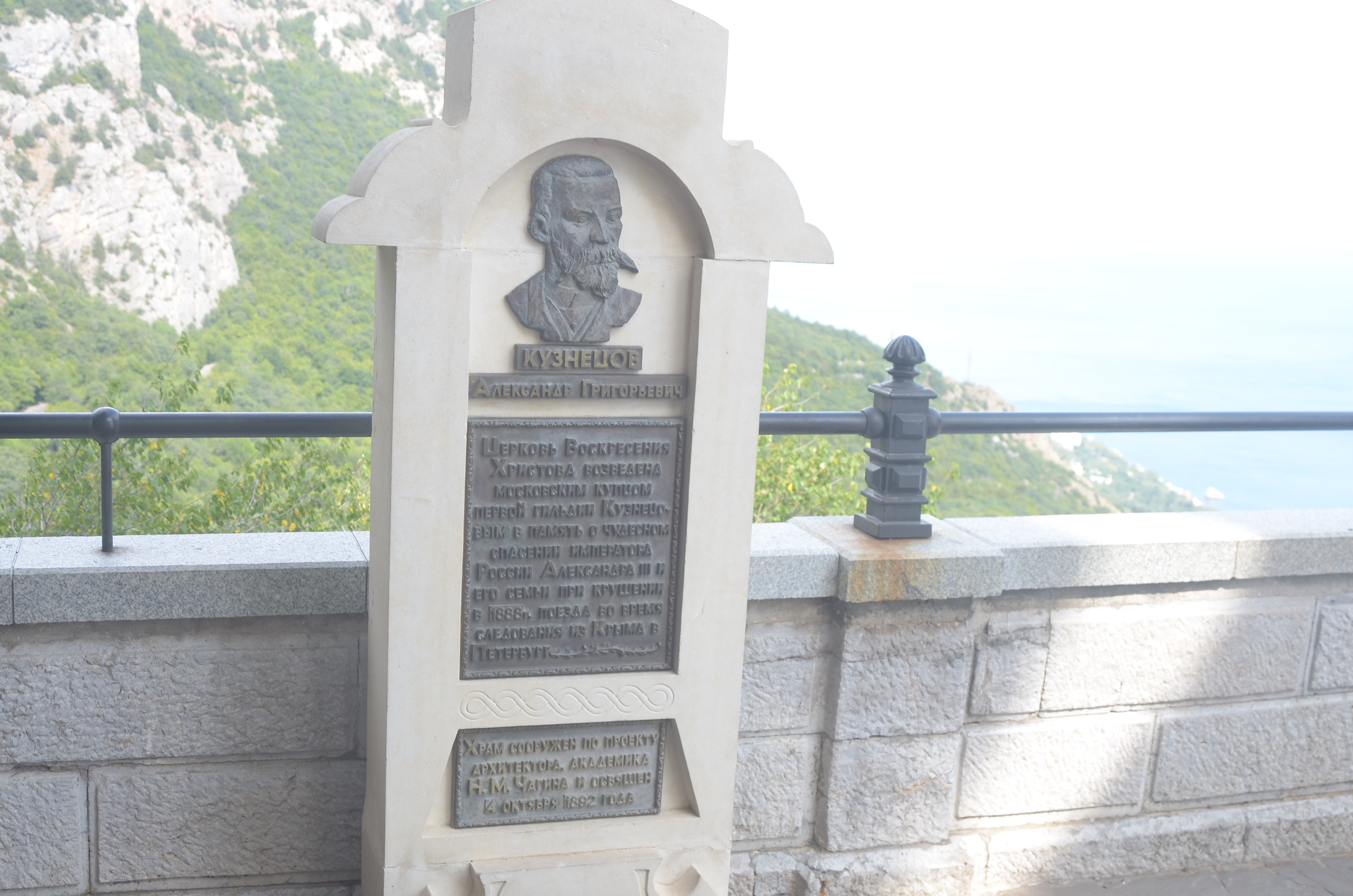
Крым. Форос. Памятная доска около Воскресенской церкви, построенной на средства А. Кузнецова.

Родился в семье кунгурского купца первой гильдии Григория Кирилловича Кузнецова.
Учился в Петербургском коммерческом училище, однако полный курс не закончил. По состоянию здоровья большую часть жизни проводил в своём имении Форос в Крыму и на юге Франции, в Ницце.
Унаследовал, в 1883 году, многомиллионное состояние от своего деда по матери А. С. Губкина, кунгурского купца, пожертвовавшего, среди прочего, более 1,5 млн руб. на организацию в Кунгуре Технического училища и Елизаветинского дома призрения бедных детей (позже — Елизаветинская рукодельная школа). Продолжая дела своего деда, А. Г. Кузнецов ежегодно жертвовал сотни тысяч рублей на содержание этих учебных заведений, построил в городском сосновом бору дачу для воспитанниц рукодельной школы, а также Никольский храм над могилой деда.
Кузнецов много сделал для ялтинской прогимназии, для народных училищ и больниц в разных сёлах Московской губернии, жертвовал большие суммы православной общине в Варшаве, на поддержание храма. На средства А. Г. Кузнецова в 1892 году была издана книга «Чай и чайная торговля в России и других государствах».
На пожертвованные им суммы были организованы русские биологические станции в Севастополе и Виллафранке. На средства Кузнецова были изданы древние акты Вятки и Кунгура, сочинения Геродота, Фукидида, Полибия (в переводе Ф. Мищенко), Тита Ливия (в переводе Адрианова), исследования профессора Кулагина, альбом фотогравюр с картин В. Е. Маковского. Он же способствовал роскошному изданию на французском языке трудов Московского международного конгресса естествоиспытателей 1892 года.
Став владельцем Фороса, Кузнецов превратил его в образцовое имение европейского типа. Он разбил на территории поселка известный Форосский парк, который ныне является памятником садово-парковой архитектуры общегосударственного значения, построил дворцовый ансамбль, который сохранился до наших дней. Интерьер главного дворца в стиле классицизма создавали Ю. Ю. Клевер, Чагин, Маковский. В 1892 году над Форосом, на Красной скале, по проекту архитектора Николая Чагина, на средства А. Г. Кузнецова, была построена в честь спасения царской семьи под Борками, церковь Воскресения Христова в византийском стиле, ставшая одной из визитных Южного берега Крыма.
Знаменитая яхта Кузнецова, одна из самых красивых и больших частных яхт, называлась «Форос». На ней в 1894 году при стоянке в Каннах гостил будущий английский король Эдуард VII.
Скончался в своей подмосковной усадьбе Осташёво и был похоронен в фамильном склепе на кладбище Ново-Алексеевского монастыря в Москве.

## Признание
- Золотая медаль на Станиславской ленте
- Ордена Св. Станислава II и III степени
- «Почётный гражданин города Кунгура» (1885)[4]